# LXDE
LXDE (англ. Lightweight X11 Desktop Environment) — це вільне робоче середовище для UNIX та інших POSIX-сумісних систем, таких як GNU/Linux чи BSD.
Проєкт LXDE спрямований на створення нового швидкого та легкого робочого середовища. LXDE створено не потужним і не перегромадженим функціями, а простим у користуванні, достатньо легким і таким, що не потребує багато ресурсів системи. Розробники не намагалися тісно інтегрувати різні компоненти, навпаки, кожний з них може використовуватися окремо, з деякими залежностями.
LXDE використовує Openbox як віконний менеджер за замовчуванням і намагається запропонувати швидке і легке робоче середовище на взаємонезалежних компонентах.

## Компоненти
- PCManFM — файловий менеджер і робочий стіл
- LXPanel — панель з меню програм, зі списком вікон, перемикачем робочих столів, годинником та іншими аплетами
- LXSession — менеджер сесій з підтримкою вимкнення/перезавантаження через HAL та GDM
- LXAppearance — налаштування зовнішнього вигляду застосунків
- Openbox — віконний менеджер з можливістю налаштування через obconf
- GPicView — програма для перегляду графічних файлів
- Leafpad — текстовий редактор
- XArchiver — архіватор
- LXNM — менеджер мережі з підтримкою бездротових мереж

## Галерея

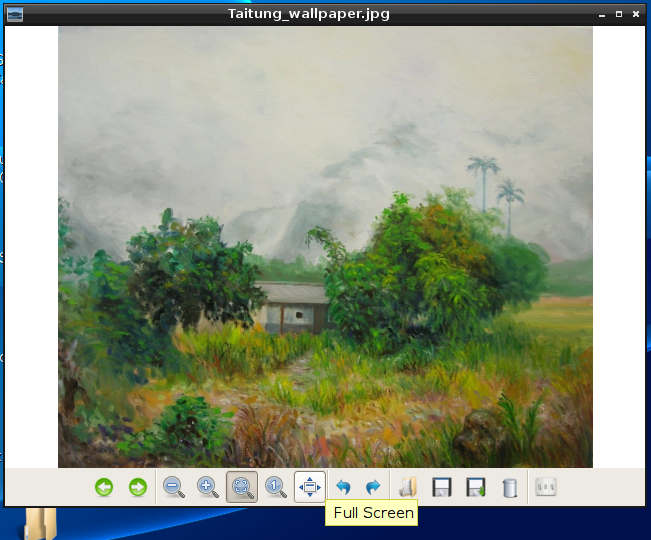
Програма перегляду зображень в LXDE
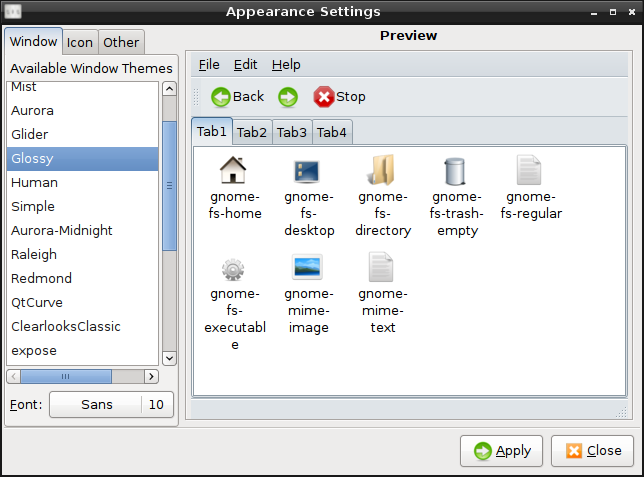
LXappearance
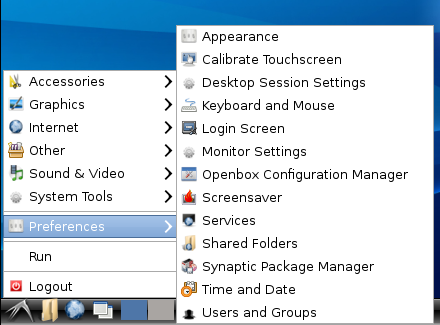
LXpanel
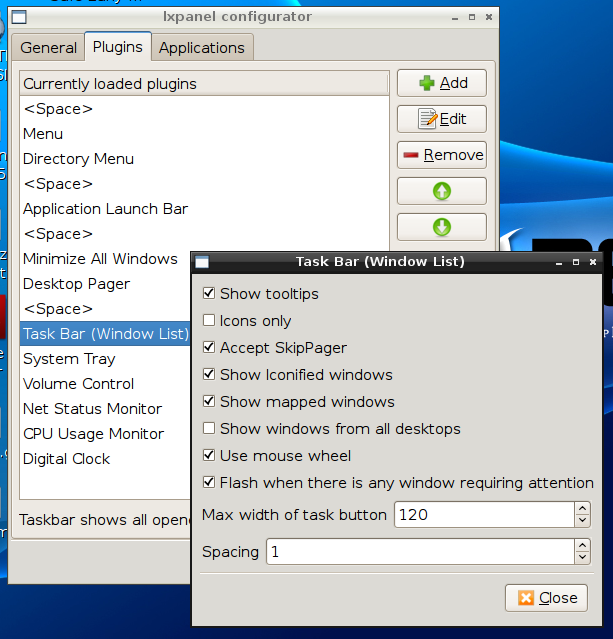
Налаштування LXpanel
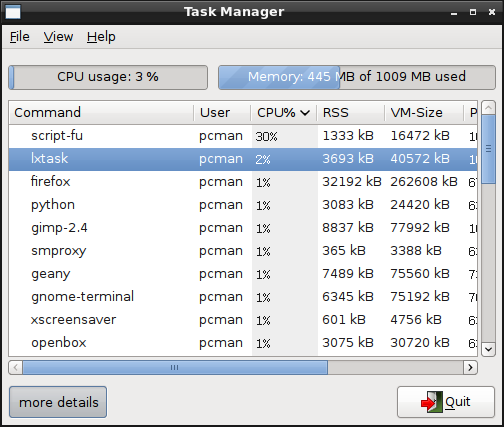
LXtask
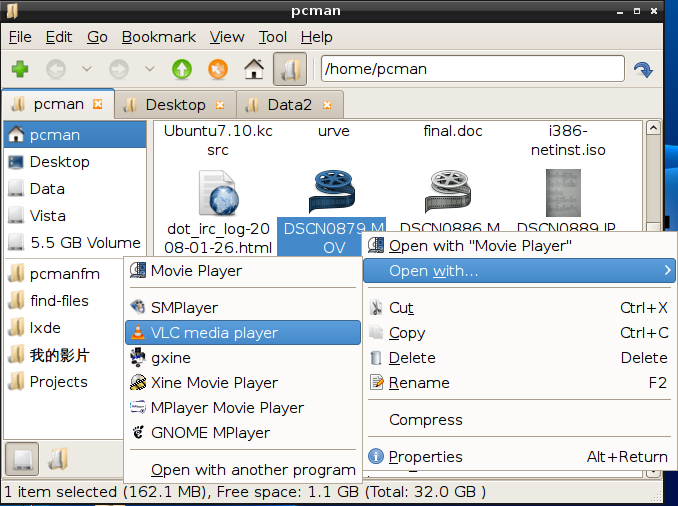
PCManFM
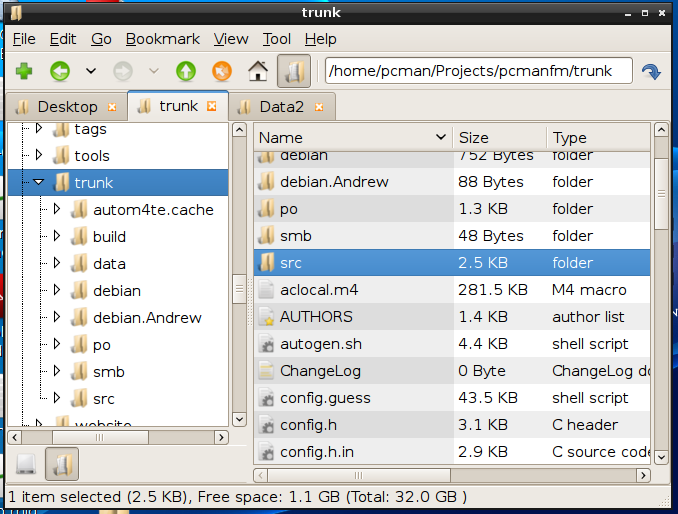
PCManFM
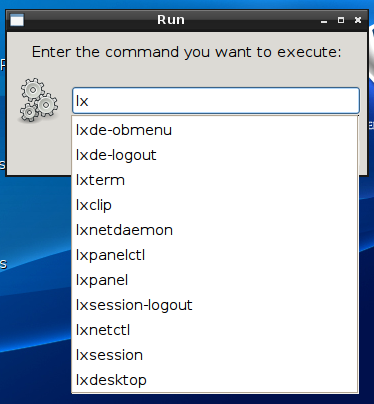
Автодоповнення Panel tasks